# George Makgill (13e vicomte d'Oxfuird)
George Hubbard Makgill, 13e vicomte d'Oxfuird, (7 janvier 1934 - 3 janvier 2003) est un pair écossais et chef de la famille Makgill. Il hérite de ses titres de son oncle.
Oxfuird est vice-président des comités de la Chambre des lords. Il était l'un des 92 pairs héréditaires qui sont élus en 1999 pour rester à la Chambre des Lords lorsque la plupart des pairs héréditaires perdent leur siège.

## Famille
Lord Oxfuird s'est marié deux fois. Avec sa première femme, Alison Jensen, il a quatre fils (dont une paire de jumeaux), dont l'un est décédé deux jours après la naissance:
- Richard Mackgill (né et mort en 1967)
- Ian Alexander Arthur Makgill, 14e vicomte d'Oxfuird (né en 1969)
- Robert Edward George Makgill (1969-2015)
- Hamish Max Alastair Makgill (né en 1972)

Makgill et sa deuxième épouse, Venetia Steward, ont un fils:
- Edward Anthony Donald Makgill (né en 1983)